# Marcel Couture
Pour les articles homonymes, voir Couture (homonymie).
Marcel Couture (Trois-Rivières, 1927 - 5 août 1999) est un journaliste et gestionnaire québécois. Pendant trente ans, il a œuvré au sein d'Hydro-Québec, notamment comme vice-président aux communications et aux affaires publiques. Il s'est également fait connaître comme ami de la culture et des médias, notamment en participant au sauvetage du quotidien montréalais Le Devoir, au début des années 1990.
Il a également été président émérite du Salon du livre de Montréal de 1990 à sa mort et président des Fêtes nationales du Québec de 1975 à 1980. Il a aussi été président du conseil d'administration du Devoir puis président de sa Fondation. Le prix Marcel-Couture a été créé en 2000 en son honneur.
Il a dirigé deux pavillons lors de l'Expo 67. Il a fondé en 1966 le magazine FORCES, qu'il a dirigé jusqu'à sa mort.

## Distinctions
- 1997 - Officier de l’Ordre des Arts et Lettres de la République française
- 1999 - Chevalier de l'Ordre national du Québec